# Буре барута (филм)
Буре барута је југословенски филм снимљен 1998. године у режији Горана Паскаљевића. Сценарио су поред самог режисера писали и Дејан Дуковски, Филип Давид и Зоран Андрић.
Филм је био српски кандидат за Оскара, за најбољи филм ван енглеског говорног подручја за 1998. годину.

## Радња
Кроз неколико наративних токова који се на више места рачвају, додирују и преплићу при чему је завршетак једне често и почетак нове линије догађања, дочарана је атмосфера Београда у ноћи уочи потписивања Дејтонског споразума.
Радња филма дешава се у Београду средином деведесетих година XX века, када бруталност и насиље постају део свакодневне реалности. Низ одвојених прича међусобно је повезан ситуацијама насиља. У мучној атмосфери све веће бруталности из које се не види излаз као главни мотив понавља се питање одговорности - Ко је крив?
У Београду, средином 90-их, животи 20 људи се укрштају једне ноћи у театралном бијесу. Незрели младић украде аутомобил чији власник га прати и растури стан његовог оца. Мане, који се вратио из иностранства, нада се да поврати Наталију, а њен нови, млађи љубавник, изгледа недорастао. Босанац вози аутобус да допуни приходе, његов син је шверцер који ради за садисту. Таксиста купује пића за полицајца кога је осакатио из освете. Мрачни другови у сали међусобно признају издају, насиље еруптира, и један од њих прети жени у возу. Друга млада жена, трауматизована када младић са ножем отима њен аутобус, дозива у помоћ и доживљава да јој пиштољ буде прислоњен на чело.

## Улоге
| Глумац                   | Улога                                             |
| ------------------------ | ------------------------------------------------- |
| Небојша Глоговац         | Таксиста                                          |
| Александар Берчек        | Димитрије, сакати бивши полицајац из кафане       |
| Мики Манојловић          | Мане, повратник                                   |
| Мирјана Карановић        | Наталија, Манетова бивша вереница                 |
| Драган Јовановић         | Коста, Наталијин нови дечко                       |
| Војислав Брајовић        | Топуз „Топи“, револуционарни трговац              |
| Небојша Миловановић      | Босанац, који не жели да заврши као његов отац    |
| Лазар Ристовски          | Боксер који боксује са Светом                     |
| Драган Николић           | Света, друг Јове и кум боксера                    |
| Богдан Диклић            | Јован, возач Фолксвагена                          |
| Тони Михајловски         | Ђорђе Македонац, Анин дечко                       |
| Мирјана Јоковић          | Ана, Ђорђева девојка                              |
| Иван Бекјарев            | Човек из аутобуса који мисли да је жилав          |
| Азра Ченгић              | Супруга човека из аутобуса који мисли да је жилав |
| Милена Дравић            | Госпођа из аутобуса са шеширом и лисицом          |
| Ана Софреновић           | Девојка у возу                                    |
| Сергеј Трифуновић        | Манијак који отима аутобус                        |
| Јулиус Загони            | Григ                                              |
| Љуба Тадић               | Диригент оркестра, који наступа са осећањима      |
| Велимир Бата Живојиновић | Отац Босанца, возач аутобуса                      |
| Мира Бањац               | Мајка Босанца                                     |
| Марко Урошевић           | Александар „Аца“, млади возач                     |
| Данило Бата Стојковић    | Александров отац                                  |
| Предраг Тасовац          | Стари човек                                       |
| Јосиф Татић              | Полицајац                                         |
| Вук Тошковић             | Дечко који се љуби у аутобусу                     |
| Јелена Јовичић           | Девојка која се љуби у аутобусу                   |
| Хана Јовчић              | Сестра Босанца                                    |
| Оливера Викторовић       | Конобарица у кафани                               |
| Димитрије Илић           | Комшија коме краду бензин 1                       |
| Ратко Милетић            | Комшија коме краду бензин 2                       |
| Зоран Миљковић           | Комшија коме краду бензин 3                       |
| Марко Јеремић            | Комшија са бејзбол палицом                        |
| Мелита Бихали            | Жена на тераси                                    |
| Игор Первић              | Момак који доноси бурек                           |
| Ранко Гучевац            | Шанкер у бару                                     |
| Предраг Коларевић        | Комшија                                           |
| Дијана Маројевић         |                                                   |
| Рас Растодер             |                                                   |
| Данијеле Антони          |                                                   |
| Мирсад Чаграл            |                                                   |
| Гај Жак                  |                                                   |
| Момчило Јовановић        |                                                   |
| Сердар Казак             |                                                   |
| Душан Пролушић           |                                                   |
| Борислав Стојановић      |                                                   |
| Бранислав Стојановић     |                                                   |
| Слађана Влајовић         |                                                   |
| Никола Ристановски       | Борис, уметник у кабареу                          |

## Каскадер
- Миомир Радевић Пиги

## Културно добро
Југословенска кинотека је, у складу са својим овлашћењима на основу Закона о културним добрима, 28. децембра 2016. године прогласила сто српских играних филмова (1911—1999) за културно добро од великог значаја. На тој листи се налази и филм "Буре барута".